# Руен Руенов
Руен Руенов Боналов е български критик, куратор, журналист и преподавател.

## Биография
Роден е през 1958 г. Завършва журналистика.
През 1997 г. основава фестивала за пърформънс арт „Sofia Underground“, на който е куратор.
В периода 2002 – 2005 г. е автор и водещ на предаването за изкуство „Пикник на Везувий“, излъчвано по радио RFI-София. Куратор е на множество арт събития.
Руен Руенов е съосновател и член на редакторския екип на списание „Изкуство/Art in Bulgaria“, критик (изобразително изкуство) във вестниците „Култура“, „Литературен вестник“, „Демокрация“, както и на радио RFI-София.
Носител е на наградите за критика на „Салон на изкуствата“ от 2003 г. – за кураторски проект.
Руен Руенов е хоноруван преподавател в Нов български университет. Изнася лекциите „История на пърформънса в България“, „История на дизайна“, „Съвременна българска живопис“, „Византийска икона и концептуално изкуство“, „До-модерно, модерно и съвременно изкуство – принципи и граници“. Преподава „Виенски акционизъм“, „Жестова живопис“, „Изкуството на акцията“, „Сецесион“.
Умира на 13 декември 2011 г., в София.

## Награди
- Железен орден за съвременно изкуство „Венцислав Занков“, посмъртно, 2012